# 세일링

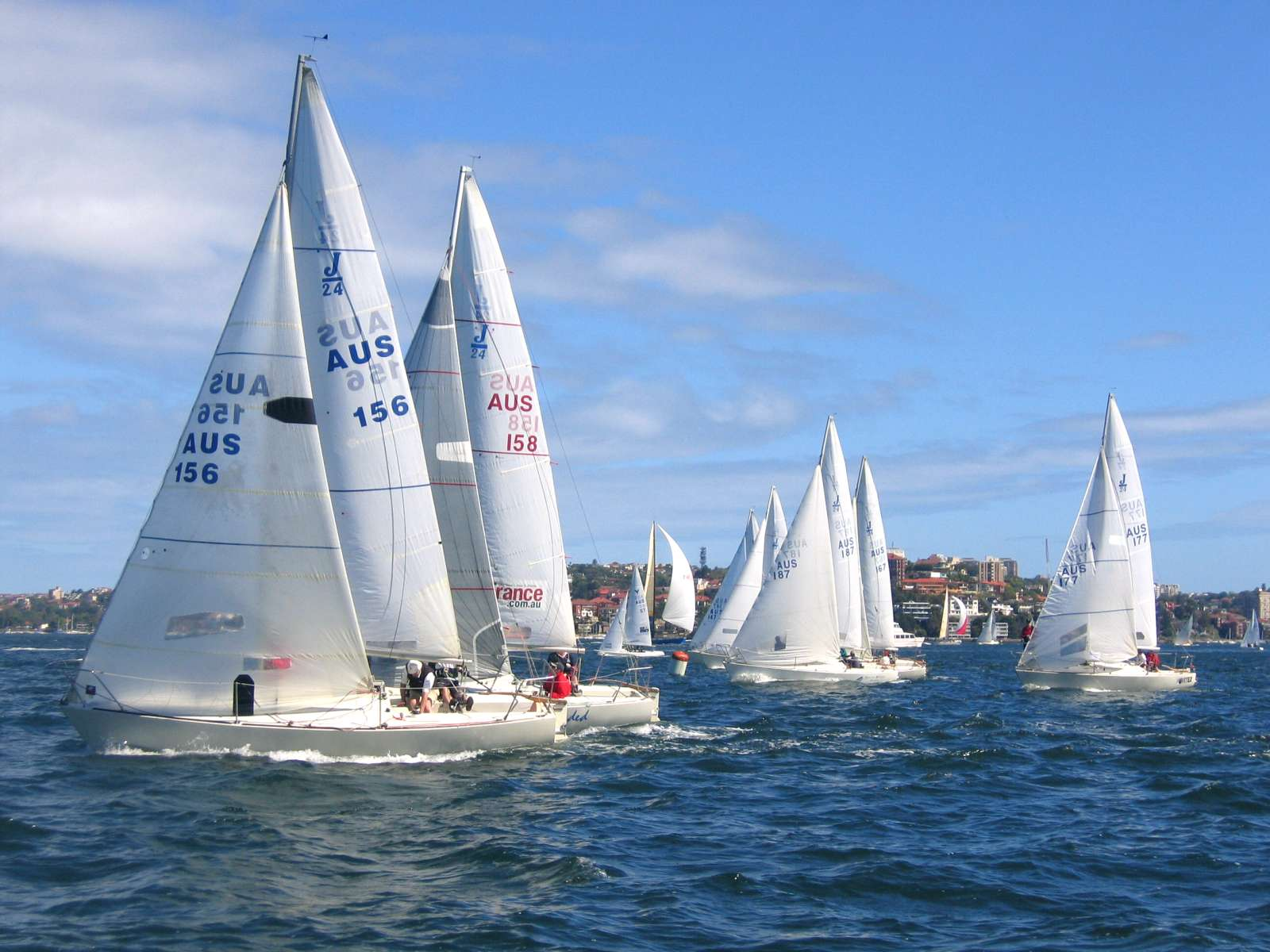
호주 시드니에서 열린 요트 경기

세일링(sailing)은 돛의 표면을 흐르는 바람에 의해 발생하는 양력을 주요 동력으로 주로 해상을 질주하는 것 또는 그 기술을 겨루는 경기이다.

## 경기
바람이 부는 방향에 따라 정한 출발선을 떠나 목표물을 돌아서 골인하는 경기로, 한 줄로 대기하였다가 출발할 수 없기 때문에 세일링 요트마다 바람이 불어오는 방향과 수직이 되게 스타트 라인을 미리 정해 놓는다. 출발 시간 전에 스타트 라인을 앞에 두고 미리 자유롭게 다니면서 신호를 기다리다가, 신호 소리와 더불어 스타트한다. 요트 경기에서는 바람, 조수의 흐름, 파도 등의 자연현상을 면밀히 분석하는 일이 매우 중요하다. 규칙을 위반한 경기자는 실격이 되며, 그렇지 않은 배는 결승선에 골인한 순서에 따라 점수를 인정받는다. 요트 경기는 자연현상에 좌우되는 경우가 많으므로 세계 선수권 대회나 올림픽 대회 등에서는 7일간 1일 1레이스씩 7레이스를 하여 상위 6회 성적을 종합하여 순위를 결정한다.
현행 올림픽의 채점법은 1위 0점, 2위 3점, 3위 5.7점, 4위 8점, 5위 10점, 6위 11.7점이고 7위 이하는 순위수＋6점을 주는 실점법을 채택하며 실점이 적을수록 등수는 높아진다.

## 같이 보기
- 세일링 요트